# Schu-Ili-Gebirge
Das Schu-Ili-Gebirge (kasachisch Шу-Іле таулары Şw-İle tawları; russisch Чу-Илийские горы Tschu-Ilijskije gory) ist ein Höhenzug in der Kasachischen Steppe.
Das Schu-Ili-Gebirge wird dem nördlichen Tian Shan zugerechnet. Es erstreckt sich nördlich von Otar in nordwestlicher Richtung über eine Länge von 220 km. Dabei erreicht es im südöstlichen Teil eine maximale Höhe von 1294 m. Bei Schoqpar stößt der höhere Kindiktas-Gebirgszug, ein nordwestlicher Ausläufer des Transili-Alatau, von Süden her auf das Schu-Ili-Gebirge. Weiter nördlich bildet das Schu-Ili-Gebirge die Wasserscheide zwischen dem Balchaschsee im Osten und dem Flusssystem des Schu im Westen. Die Siedlung Chantau liegt  an der Westflanke des nördlichen Gebirgsabschnitts.
Das Schu-Ili-Gebirge besteht aus Granit, Glimmerschiefer und Kalkstein. Die Berghänge sind von Wüsten- und Steppenlandschaft bedeckt.

## Berge (Auswahl)
Im Folgenden sind eine Reihe von Gipfeln entlang dem Hauptkamm der Schu-Ili-Gebirges sortiert in Nordwest-Südost-Richtung aufgelistet:
- Kyzylbelen (972 m) (⊙)
- Sunkar (1042 m) (⊙)
- namenloser Gipfel (1294 m) (⊙)